# Sentinella (racconto)
Sentinella (Sentry) è un racconto di fantascienza di Fredric Brown del 1954. È considerato un classico della fantascienza ed è apparso in numerose antologie, pubblicato la prima volta in Italia nel 1955 con il titolo Avamposto sul pianeta X.
In questo racconto, Brown costruisce un brillante colpo di scena che si basa sui pregiudizi della società.

## Trama
Il protagonista è un soldato impegnato in una guerra interplanetaria contro una specie aliena, l'unica altra razza intelligente della propria galassia. Egli si trova in trincea e soffre per la lontananza da casa, per le privazioni causate dalla guerra e per l'ambiente ostile: è bagnato fradicio, è coperto di fango, ha freddo e fame, fatica a muoversi in quanto la gravità è doppia di quella del suo pianeta, l'ambiente è illuminato da una stella con una gelida luce blu e spazzato da un forte vento. Come tutti i militari di tutte le guerre, tende a considerare più fortunati i colleghi delle altre forze armate, concedendosi un moto d'invidia per "quelli dell'aviazione, con le loro astronavi tirate a lucido e le loro superarmi". Improvvisamente il protagonista vede uno dei nemici che sta tentando di avvicinarsi, allora prende la mira con il fucile, fa fuoco e lo uccide, guardando poi con disprezzo ed orrore il cadavere. Il racconto è scritto in modo che il lettore sia portato ad immedesimarsi nel protagonista ed a schierarsi dalla sua parte, ma la descrizione finale del nemico ucciso porta a comprendere che la sentinella è, in realtà, un soldato extraterrestre che ha appena sparato ad un essere umano: "Erano creature troppo schifose, con solo due braccia e due gambe, quella pelle d’un bianco nauseante e senza squame...".

## Adattamenti
Il racconto fu adattato per la televisione italiana nel 1979 all'interno della miniserie Racconti di fantascienza, nella traduzione di Carlo Fruttero, venendo letto da Arnoldo Foà.

## Edizioni
Sentinella è apparso, tra l'altro, in:
- AA. VV., Le meraviglie del possibile, Giulio Einaudi Editore, 1959
- AA. VV., Il futuro dietro l'angolo: la fantascienza e la civiltà del domani, Mursia, 1977
- AA. VV., Immaginatevi, Edizioni Scolastiche Bruno Mondadori, 1981
- AA. VV., L'ora di fantascienza, Giulio Einaudi Editore, 1982
- Fredric Brown, Cosmolinea B-2, Biblioteca di Urania n. 12, Mondadori, 1983,  p. 360.
- Fredric Brown, Cosmolinea B-2, Urania Millemondi Primavera n. 63, Mondadori, 2013,  p. 428.
- AA. VV., 25 racconti che hanno fatto Urania, Arnoldo Mondadori, 1989
- Fredric Brown, La sentinella e altri racconti, Einaudi Scuola, 2004